# Ludîn, Volodîmîr-Volînskîi
Ludîn (în ucraineană Лудин) este localitatea de reședință a comunei Ludîn din raionul Volodîmîr-Volînskîi, regiunea Volînia, Ucraina.

## Demografie
Componența lingvistică a localității Ludîn
     Ucraineană (99,29%)
     Alte limbi (0,53%)
Conform recensământului din 2001, majoritatea populației localității Ludîn era vorbitoare de ucraineană (99,29%), existând în minoritate și vorbitori de alte limbi.